# Guillaume Farel

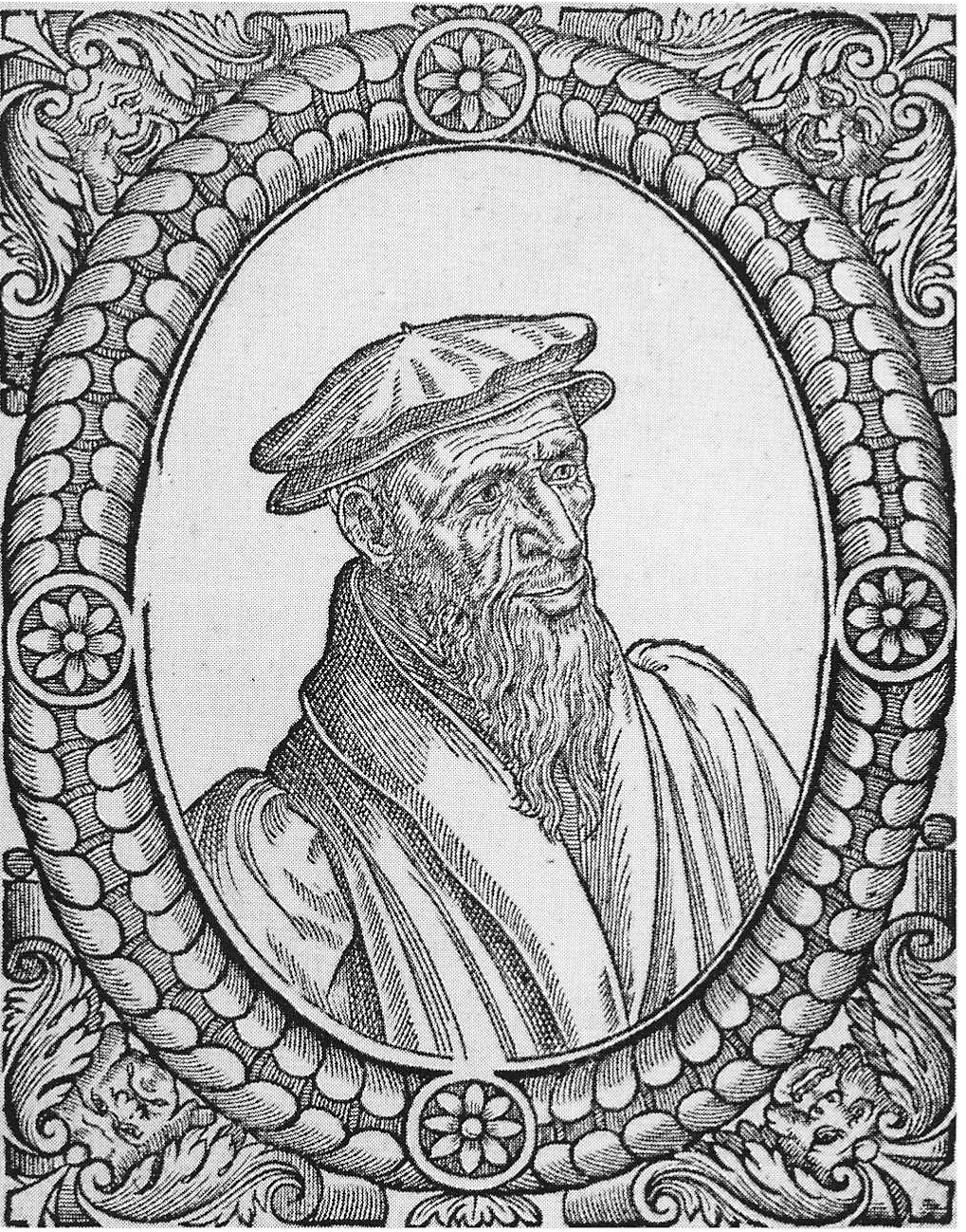
Guillaume Farel

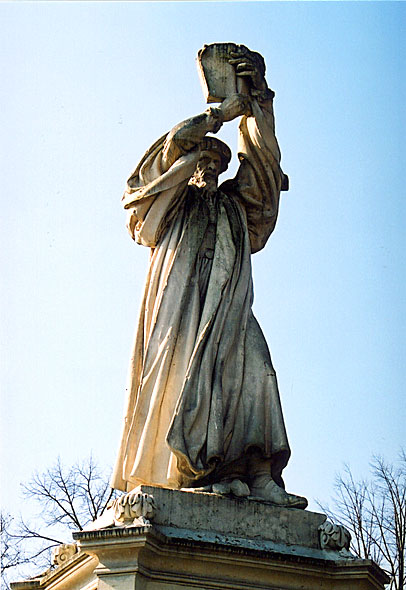
Statue von Farel in Neuenburg

Guillaume Farel (* 1489 in Les Farelles bei Gap in der Dauphiné; † 13. September 1565 in Neuenburg) war ein Reformator in Frankreich und in der französischsprachigen Schweiz sowie Vorgänger und Mitarbeiter Johannes Calvins.

## Leben und Wirken
Farel war ein Sohn des päpstlichen Notars Antoine Farel und der Anastasie d’Orcières. Er widersetzte sich seinem Vater, der eine Militärlaufbahn für ihn vorgesehen hatte. 1509 begann er sein Studium der freien Künste an der Sorbonne in Paris. Sein Professor, der Humanist Jacques Lefèvre d’Étaples (lateinisch: Jacobus Faber Stapulensis), beeinflusste ihn stark. Farel selbst wurde Professor für Philosophie und Grammatik am Collège Cardinal Lemoine. Wahrscheinlich wandte er sich 1519 dem Evangelium zu, wie es auch sein Vorbild Jacques Lefèvre d’Étaples getan hatte. Ihm half er auch, das Neue Testament ins Französische zu übersetzen. Faber und Farel verkündigten in Paris mehrere Monate lang ungehindert das Evangelium. Faber verließ Paris aufgrund des großen Widerstandes gegen seine Lehre im November 1519. Die Abschriften der Leipziger Disputation zwischen Martin Luther und Johannes Eck wurden auch in Paris verbreitet. Das dortige Establishment verwarf die Lehrsätze von Luther. Seine Schriften wurden im April 1521 in den Straßen verbrannt. So ging Farel 1521 nach Meaux, vom Bischof Guillaume Briçonnet, einem Freund gemäßigter Reformen, berufen.
Von Meaux wurde er 1523 vertrieben und begab sich nach Straßburg, Zürich, Bern und Basel. Seine öffentliche Disputation in Basel 1524 über die Unterscheidungslehren der römischen und evangelischen Kirche war sehr erfolgreich. Dennoch erzwangen seine Gegner, zu denen Erasmus von Rotterdam gehörte, bald darauf seine Entfernung. Farel traf danach den Reformator Martin Bucer in Strassburg und predigte in Metz. Er führte 1525 die Reformation in Montbéliard/Mömpelgard, das aber später lutherisch wurde. Von 1526 bis 1530 wirkte er in Aigle, Lausanne, Orbe, Grandson, Yverdon und vorzugsweise in Neuenburg und Umgebung, um der Reformation zum Durchbruch zu verhelfen. Vielerorts wurde seine Leidenschaft, mit der er sich für den neuen evangelischen Glauben einsetzte, von der bereits reformierten Regierung Berns unterstützt und gefördert.
Am 23. Oktober 1530 wurden nach einer Predigt Farels materiell wertvolle Bilder, Altäre, Figuren und Kruzifixe in der Kollegiatkirche Neuenburg unter Beteiligung der Priester von der Volksmenge zerstört. Die Forderung des Gouverneurs, man solle damit aufhören, wurde nicht befolgt, da die breite Bevölkerung Farels Ideen unterstützte. Zur Erinnerung an dieses Ereignis wurde eine Platte aus Messing angefertigt.
1532 nahm Farel an der Synode von Chanforan im Val d’Angrogna bei Torre Pellice im Piemont teil, die bewirkte, dass sich die dortigen Waldenser endgültig der Reformation anschlossen und Pierre-Robert Olivétan in Neuenburg die Bibel ins Französische übersetzte. 1533 rief er Pierre de Vingle, den ersten reformatorischen Drucker, nach Neuenburg; 1536 Jean Girard, der die Schriften Calvins druckte, nach Genf.
In Genf konnte Farel ab 1532 predigen, aber erst 1533 konnte er festen Fuß fassen. Er verteidigte bei dem Religionsgespräch im Januar 1534 dem Rat gegenüber die reformierte Lehre so erfolgreich, dass der Genfer Rat im August 1535 die Reformation annahm. Von grosser Bedeutung für die Reformation in Genf war, dass Farel 1536 den durchreisenden Calvin zum Bleiben zu bewegen vermochte. Im Oktober 1536 nahm er als Leiter der reformierten Pfarrer an der Lausanner Disputation teil; in der Folge wurde die Reformation auch im Waadtland definitiv eingeführt.
Als 1538 der Rigorismus und der Zwang zu einer strengen Lebensführung beider Reformatoren ihre Ausweisung aus Genf bewirkt hatte, wählte Farel Neuenburg zum Hauptort seiner Tätigkeit als Pfarrer, wo er bis zu seinem Tod ansässig blieb.
Auf Drängen von Farel billigte Calvin am 26. Oktober 1553 die Vollstreckung des Todesurteils gegen den zum Tode verurteilten humanistischen Gelehrten und antitrinitarischen Theologen Michael Servet auf dem Scheiterhaufen. Calvin war jedoch am Hinrichtungstag nicht anwesend. Während des Ganges zum Scheiterhaufen versuchte Farel auf den gefesselten Servet einzuwirken. Die letzten überlieferten Worte von Servet waren angeblich: O Jésus fils du dieu éternel, aie pitié de moi (deutsch: O Jesus, Sohn des ewigen Gottes, erbarme dich meiner).
Er veranlasste Hilfsprogramme für die verfolgten Evangelischen 1552 in Frankreich, 1555 in Locarno und 1561 für die Waldenser in Italien. Weitere Missionsreisen in der Schweiz, Deutschland und Frankreich erschöpften Farel stark. Er starb 1565.

## Lehre und Werke
Farels Predigten waren stark auf Jesus Christus, sein erlösendes Wirken und die freie Gnade Gottes ausgerichtet, die durch Glauben angeeignet werde. Das Abendmahl verstand er wie der Zürcher Reformator Huldrych Zwingli als symbolische Handlung; denn er war der Meinung, dass Brot und Wein blosse Zeichen von Fleisch und Blut Christi seien (siehe Abendmahlsstreit). Daher wirkte er auch aktiv am Consensus Tigurinus von 1549 mit.
Farel verfasste 15 Schriften in französischer Sprache. Sie sind eher Gelegenheitsschriften von vor allem historischer Bedeutung ohne grössere theologische Nachwirkung. Seine grosse Stärke war das mündliche, von glühendem Eifer getragene Wort, das die Zuhörer überzeugen konnte, manchmal aber auch Widerstände auslöste, die sich sogar in verbaler und physischer Gewalt gegen ihn zeigen konnte.
- Le Pater noster et le Credo en françoys, 1524, erster französischer Reformationsbericht.
- Le Sommaire, 1524, deutsch: Die Übersicht; erste französische reformierte Liturgie.
- La maniere et fasson qu’on tient en baillant le sainct baptesme, 1528? erstes reformatorisches Liturgietraktat.
- Summaire et briefve declaration ..., 1529, erste französische Darstellung der reformatorischen Lehre.
- Jesus sur tout et rien sur lui, 1530.
- Du vrai usage de la croix, 1540.

## Privates
Noch 1558 heiratete der 69-jährige Farel Marie Thorel, eine 18-jährige Tochter eines französischen Glaubensflüchtlings trotz Missbilligung durch Calvin.

## Gedenken
- Je eine Statue von Guillaume Farel stehen am Genfer Reformationsdenkmal und auf der Esplanade vor der Kollegiatkirche Neuenburg.[13]